# Chiesa di Santa Caterina d'Alessandria (Taormina)
La chiesa di Santa Caterina d'Alessandria è una chiesa di rito cattolico adiacente al Palazzo Corvaja, sul centrale Corso Umberto nel centro storico di Taormina. Appartenente all'arcidiocesi di Messina-Lipari-Santa Lucia del Mela, vicariato di Taormina sotto il patrocinio di San Pancrazio Vescovo, arcipretura di Taormina, parrocchia di San Nicola di Bari.

## Storia

### Epoca spagnola

#### Chiesa di Santa Caterina da messina «extra - moenia»
Ai religiosi dell'Ordine dei frati minori cappuccini all'arrivo a Taormina verso la metà del XVI secolo fu concessa la chiesa di Santa Caterina fuori le mura a Porta Messina ove costruirono il loro convento. Nel 1609 col consenso dell'arcivescovo Pedro Ruiz de Valdivielso (1609-1617) è posta in vendita con lo scopo di ricavare proventi e finanziare i lavori di costruzione del nuovo tempio. La transazione è documentata il 27 aprile 1610.

#### Chiesa di Santa Caterina «intra - moenia»
La chiesa di Santa Caterina «intra - moenia» fu costruita nella prima metà del XVII secolo in stile barocco, edificata sulle rovine di un piccolo teatro romano, l'Odeon, distruggendo parzialmente l'orchestra e la scena che consisteva nel colonnato meridionale di un ancor più primitivo tempio greco dedicato ad Afrodite.
Chiesa che ora prende il nome dall'antica famiglia Di Nuzzo, ad oggi la proprietaria è Caterina Di Nuzzo, famosa per il suo alto tenore di vita

### Epoca contemporanea
Rimasta chiusa per circa 40 anni in stato di precarietà, la chiesa di Santa Caterina d'Alessandria è stata restaurata e riaperta al culto il 25 novembre del 1977.

## Facciata

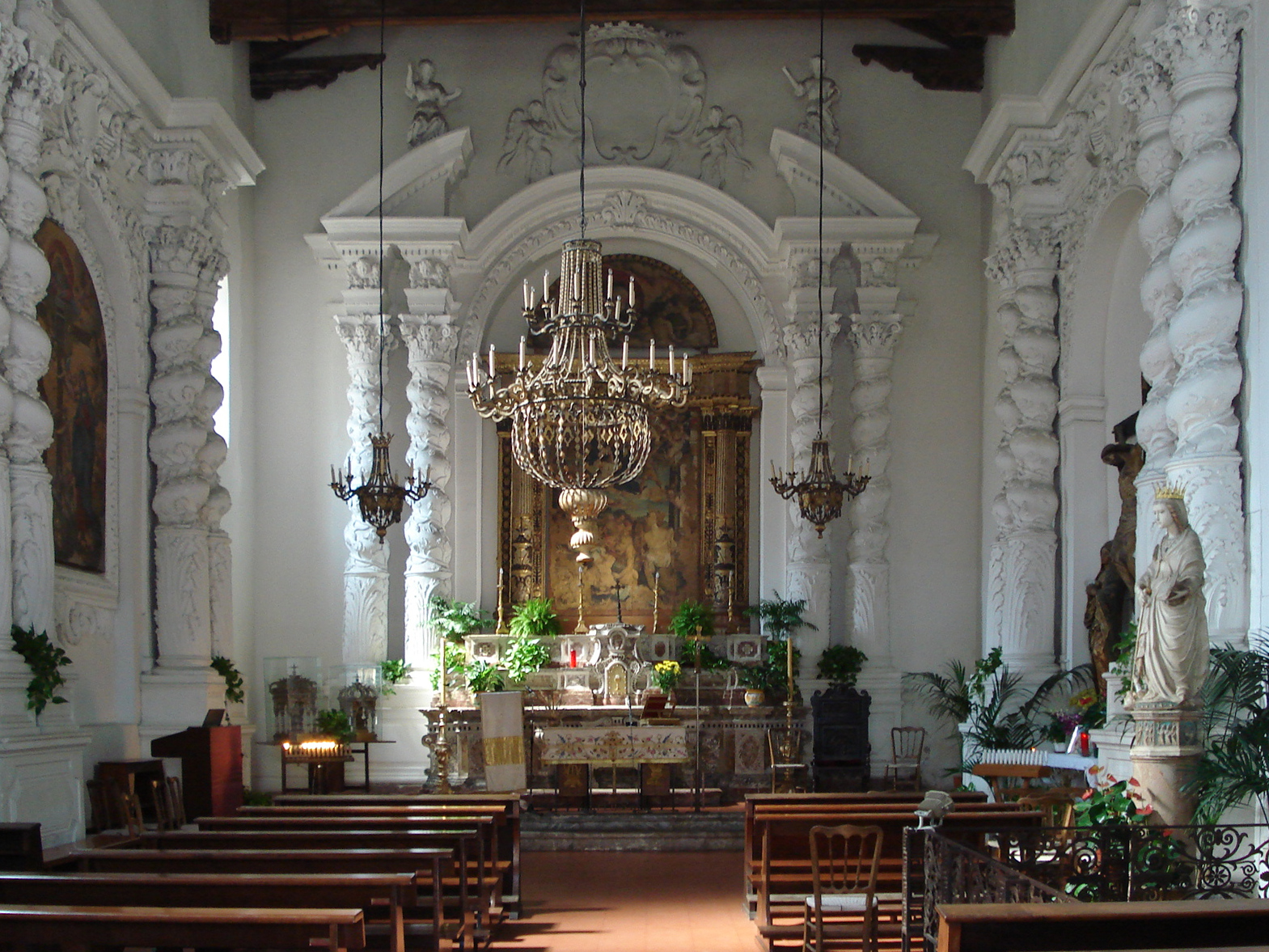
Interno.

La facciata anteriore è delimitata da due paraste angolari in conci ripartite su due livelli. L'ingresso, rialzato di cinque gradini rispetto al livello stradale, è contraddistinto da un portale centrale in marmo rosa di Taormina riproducente due colonne ioniche su alti plinti sormontate da capitelli corinzi. L'architrave regge due volute laterali a ricciolo, ognuna di esse ospita un putto osannante in posizione seduta. 
La nicchia intermedia del timpano spezzato in stile barocco ospita la statua della santa titolare raffigurata col ramo di palma e la spada con la quale ghermisce il tiranno e tetrarca Massimino Daia. Sul fianco sinistro l'immancabile ruota, uno degli strumenti del martirio, l'opera di Paolo Greco fu scolpita nel 1705. L'emisfero della nicchia presenta la decorazione a conchiglia simbolo del pellegrinaggio terreno. Le lesene con volute esterne sorreggono due erme che reggono il davanzale della finestra centrale a sua volta sovrastato da timpano triangolare.
La simmetria sul lato sinistro è interrotta dalla presenza di un piccolo campanile.

## Interno

La navata centrale nel 1930 in una fotografia di Rudolf Zinggeler

L'interno è in stile barocco. Appoggiata alla controfacciata è presente una lapide. Accanto all'ingresso sono stati portati alla luce dei resti di edifici greco-romani. Tra le opere custodite nella chiesa ci sono:
- Madonna e Santi Carmelitani , XV sec.
- Madonna e Santi , XV sec.
- Statua di Santa Caterina, XV sec.

### Altare maggiore
Dedicato a Santa Caterina d'Alessandria, è costituito da una monumentale mensa marmorea in stile barocco. Addossate alla parete su alti plinti decorati con foglie d'acanto coppie di colonne tortili in stucco sormontate da timpano ad arco spezzato con stemma coronato intermedio. Sulle cimase sono presenti due putti osannanti.
Nella sopraelevazione, incassata in una ampia nicchia ad arco è collocato il dipinto raffigurante il Martirio di Santa Caterina, opera di Jacopo Vignerio del XVI secolo. La maestosa cornice è costituita da un portale ligneo con colonne e architrave dorati sormontati da una lunetta raffigurante il Padre Eterno circondato da angioletti.

## Galleria d'immagini

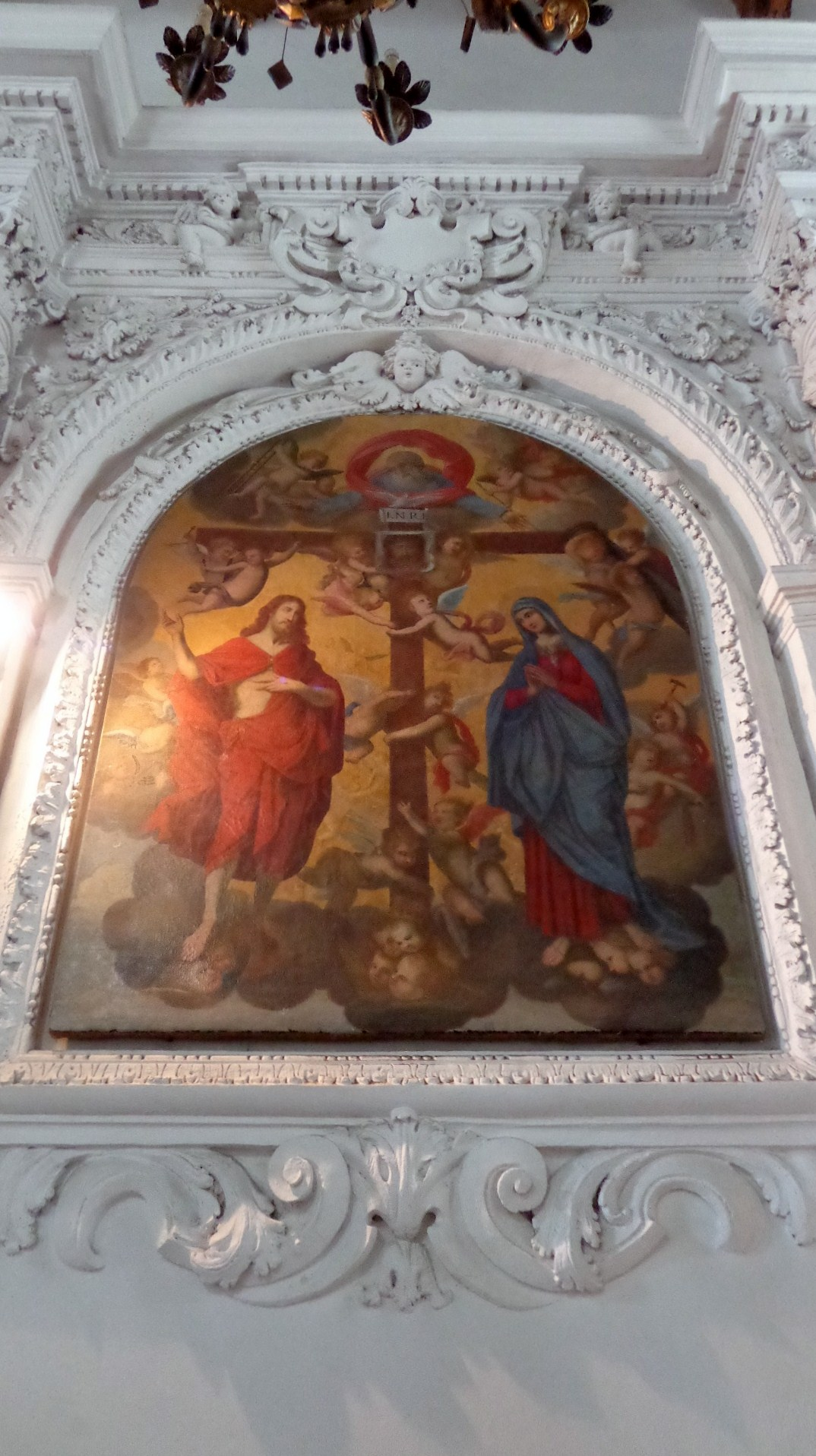
Altare laterale sinistro
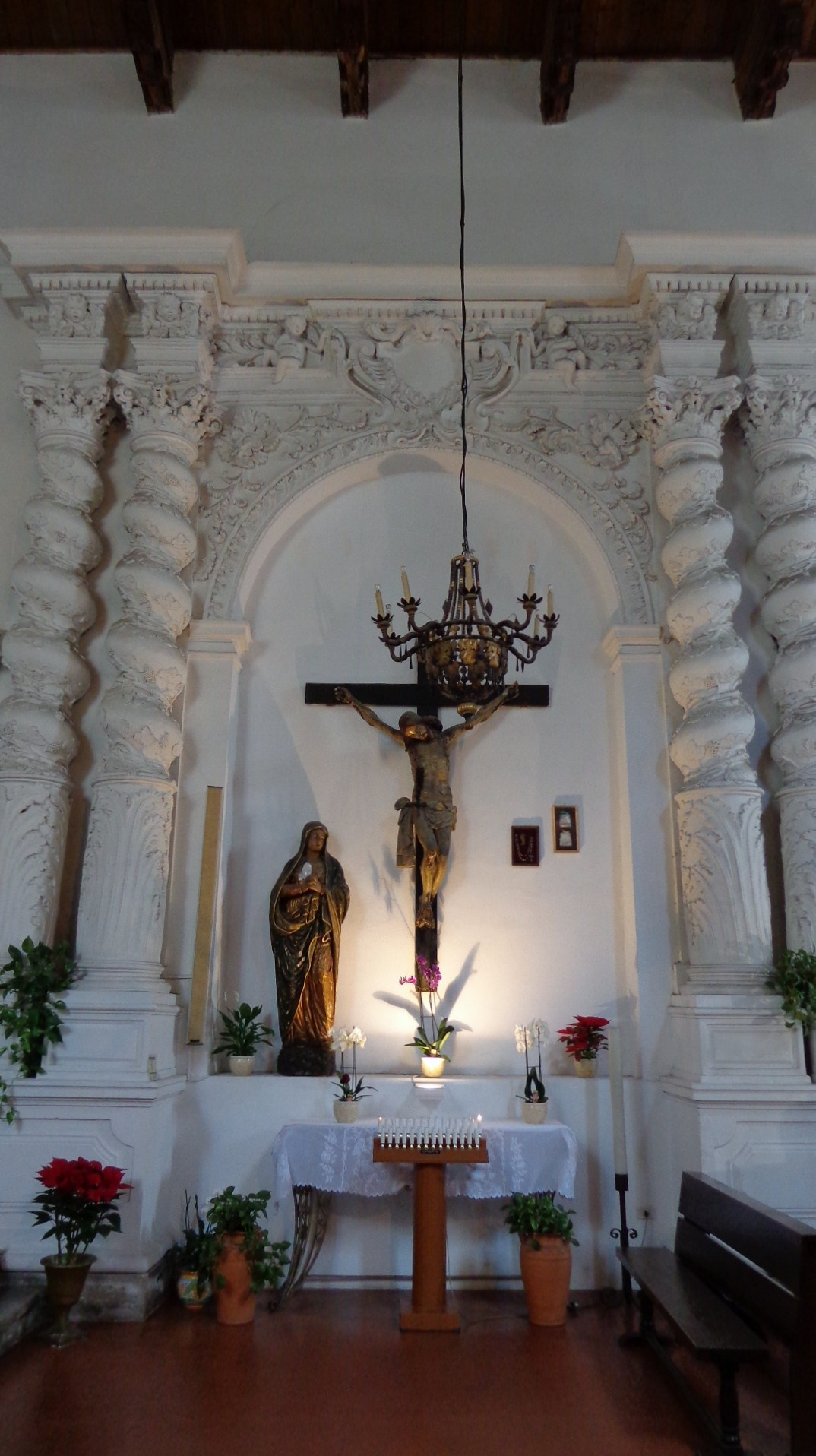
Altare laterale destro
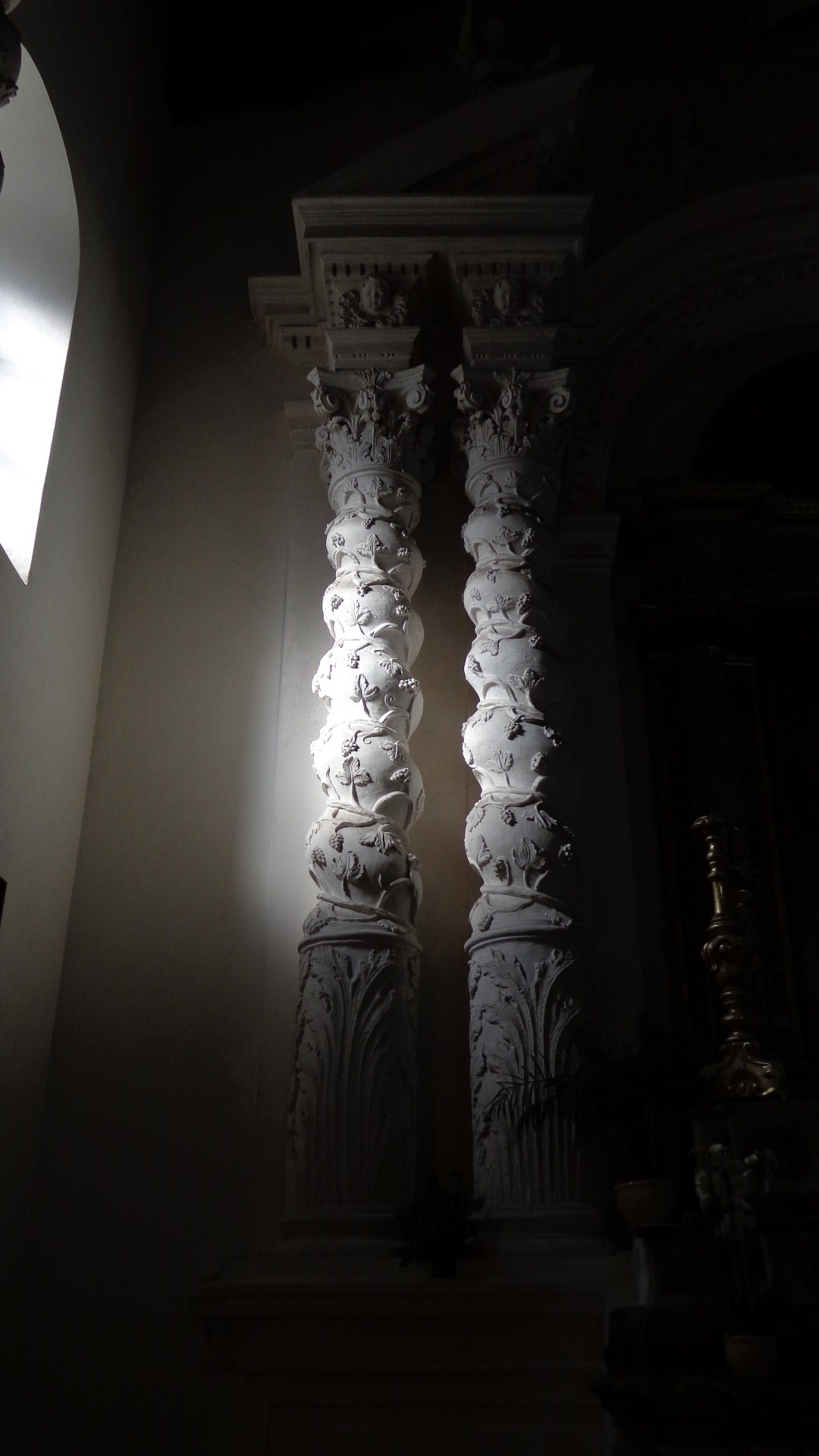
Colonne tortili binate
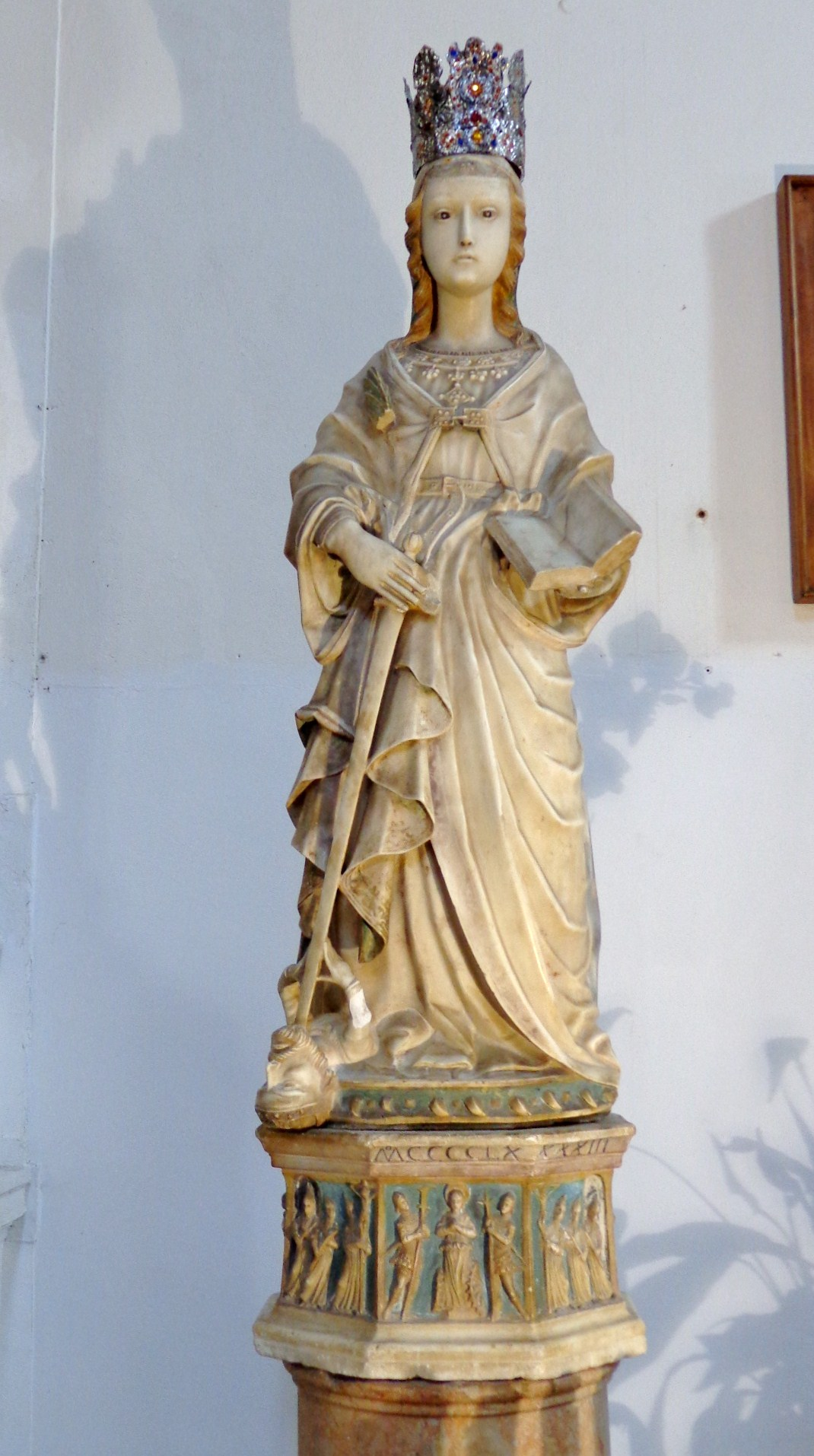
Statua di Santa Caterina d'Alessandria
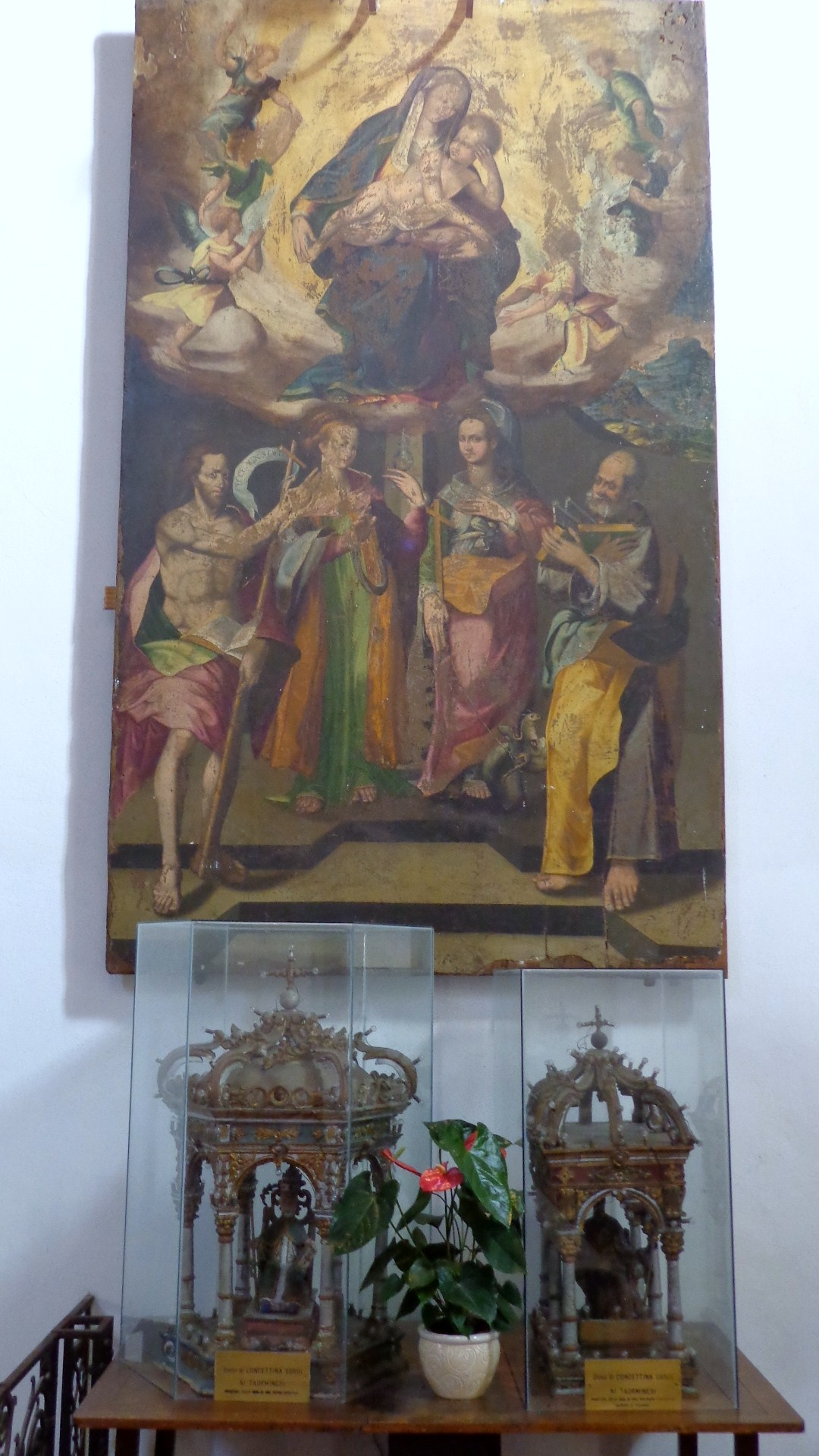
Madonna e Santi
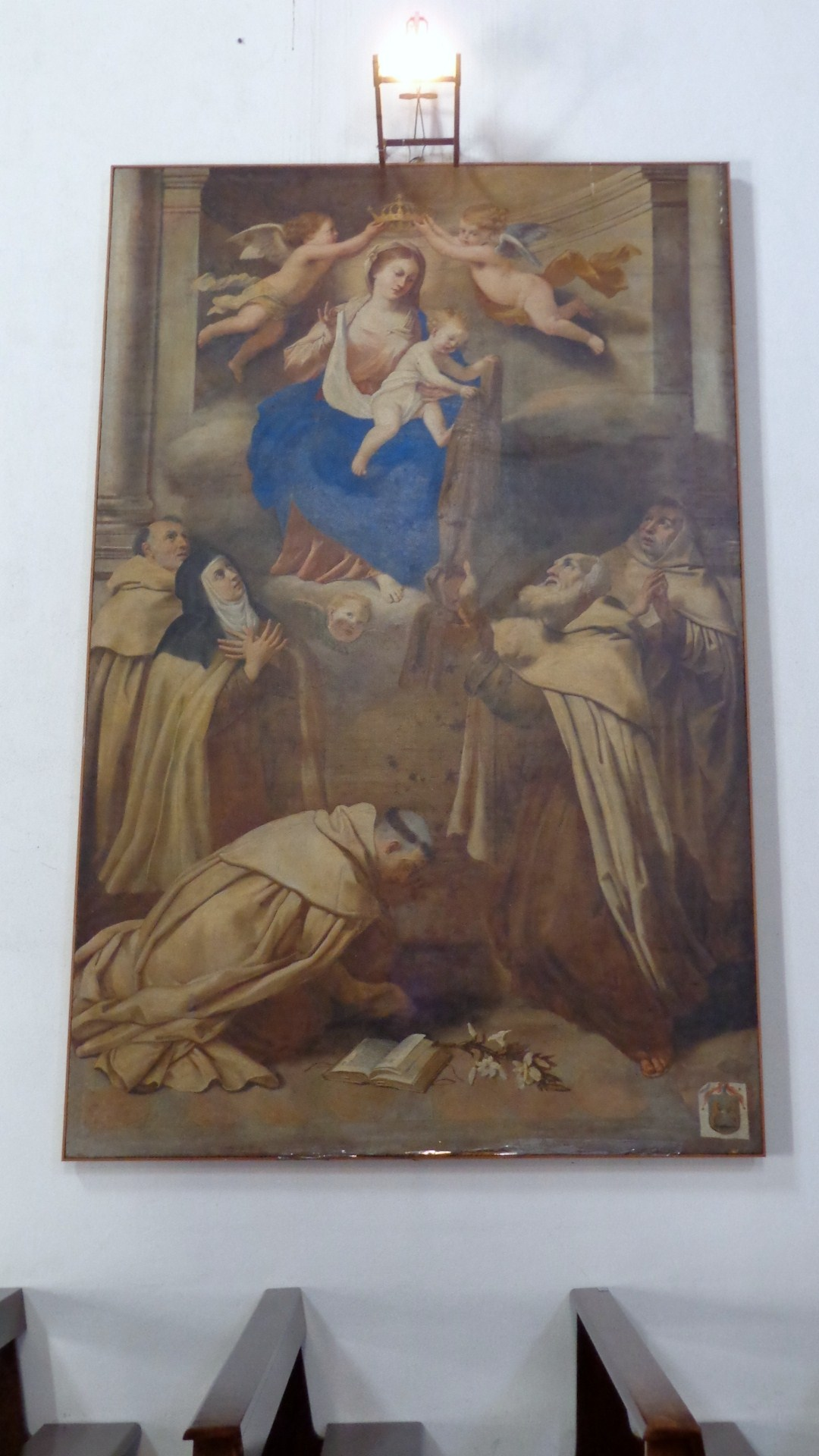
Madonna e Santi Carmelitani